# カラメル色素

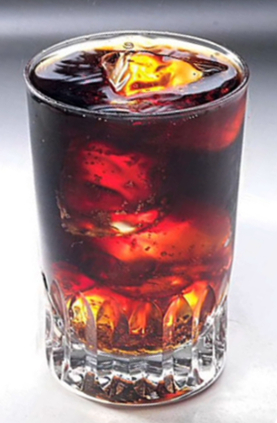
カラメル色素で着色されたコーラ

カラメル色素（カラメルしきそ）は天然、あるいは人工的に造られた食品用着色料の一種である。

## 用途
褐色の液体、もしくは噴霧乾燥により粉末化された製剤であり、水に溶けやすいが油脂や有機溶媒には溶けない。熱や光、pHの変化に対して安定している特性を持つ。主な用途は食品の着色で、香りや苦味、コク味をもたらす役割もある。用途別の需要は飲料20 %、醤油19 %、ソース10 %、菓子7 %、タレ5 %の順に大きく、医薬品や化粧品、三温糖、ペットフードなどにも使用される。日本の法令上、昆布類、食肉、鮮魚介類、茶、海苔類、豆類、野菜、ワカメ類には使用できないが、これらを使った加工食品に関しては、食品の風味や保存性を損なわないことを条件に使用が認められている。

## 成分

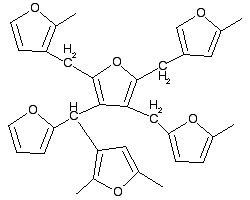
カラメルの構造（推定）

炭水化物の加熱により生じる複数種の化合物からなる混合物であるが、メカニズムは完全には解明されておらず、重合したフランや4分子脱水したグルコースが含まれると考えられている。副生成物として、4-メチルイミダゾールや2-アセチル-4-テトラヒドロキシブチルイミダゾールが含まれることがある。

## 製造
砂糖やグルコースなどの糖類、デンプン加水分解物を原料とし、キャラメル化により製造される。欧米では古くから家庭でカラメルが手作りされてきたが、19世紀に入ると商業生産されたカラメルが菓子やビールなどに使われるようになった。日本には明治初期にドイツから輸入され、間もなく国内でも生産されるようになった。着色料の中では最も使用量が多く、日本国内の総需要量の80%以上を占める。製造時の亜硫酸化合物およびアンモニウム化合物での処理の有無により、カラメルIからカラメルIVの4種類に区分される。
| カラメル色素                                    | E番号 | 亜硫酸化合物 | アンモニウム化合物 | 一日摂取許容量(ADI)                         |
| ----------------------------------------------- | ----- | ------------ | ------------------ | ------------------------------------------- |
| カラメルI caramel I (plain)                     | E150a | 不使用       | 不使用             | （設定なし）                                |
| カラメルII caramel II (caustic sulfite process) | E150b | 使用         | 不使用             | 0-160mg/kg/day                              |
| カラメルIII caramel III (ammonia process)       | E150c | 不使用       | 使用               | 0-200mg/kg/day （固形物換算0-150mg/kg/day） |
| カラメルIV caramel IV (sulfite ammonia process) | E150d | 使用         | 使用               | 0-200mg/kg/day （固形物換算0-150mg/kg/day） |

日本では1952年に日本カラメル工業会が組織され、池田糖化工業、昭和化学工業、仙波糖化工業、森田フードシステムの4社が加盟している。